# Grand Prix Kanady 1989
Grand Prix Kanady 1989 (oryg. Grand Prix Molson du Canada) – szósta runda Mistrzostw Świata Formuły 1 w sezonie 1989, która odbyła się 18 czerwca 1989, po raz 11. na torze Circuit Gilles Villeneuve.
27. Grand Prix Kanady, 21. zaliczane do Mistrzostw Świata Formuły 1.

## Klasyfikacja
| Legenda oznaczeń w tabelach wyników Wyświetl szablon na nowej stronie | Legenda oznaczeń w tabelach wyników Wyświetl szablon na nowej stronie                                                                     |
| Oznaczenie                                                            | Wyjaśnienie |
| --------------------------------------------------------------------- | --- |
| Złoty                                                                 | Zwycięzca lub mistrzostwo |
| Srebrny                                                               | 2. miejsce lub wicemistrzostwo |
| Brązowy                                                               | 3. miejsce lub II wicemistrzostwo |
| Zielony                                                               | Ukończył, punktował (w klasyfikacji generalnej, gdy zdobył co najmniej jeden punkt na przestrzeni sezonu, poza trzema powyższymi opcjami) |
| Niebieski                                                             | Ukończył, nie punktował (w klasyfikacji generalnej, gdy nie zdobył co najmniej jednego punktu na przestrzeni sezonu)                      |
| Czerwony                                                              | Nie zakwalifikował się (NZ) |
| Czerwony                                                              | Nie prekwalifikował się (NPK) |
| Różowy                                                                | Nie ukończył (NU) |
| Różowy                                                                | Niesklasyfikowany (NS) (w klasyfikacji generalnej, gdy nie został sklasyfikowany w żadnym wyścigu sezonu)                                 |
| Czarny                                                                | Zdyskwalifikowany (DK) |
| Czarny                                                                | Wykluczony (WYK/EX) |
| Biały                                                                 | Nie wystartował (NW) |
| Biały                                                                 | Kontuzjowany (K/INJ) |
| Biały                                                                 | Wyścig odwołany (OD/C) |
| Bez koloru                                                            | Został wycofany (WYC/WD) |
| Bez koloru                                                            | Nie przybył (NP/DNA) |
| Bez koloru                                                            | Nie brał udziału w treningach (NT/DNP) |
| Bez koloru                                                            | Nie został zgłoszony (–) |
| Pogrubienie                                                           | Start z pole position |
| Kursywa                                                               | Najszybsze okrążenie wyścigu |
| †                                                                     | Nie ukończył, ale jego rezultat został zaliczony ze względu na przejechanie więcej niż 90% dystansu wyścigu.                              |
| *                                                                     | Sezon w trakcie |
| 1/2/3                                                                 | Punktowana pozycja w sprincie kwalifikacyjnym                                                                                             |
| Lista systemów punktacji Formuły 1                                    | |

| Poz. | Nr | Kierowca              | Konstruktor           | Okrążeń | Czas/powód NU   | Poz. Start. | Punktów |
| ---- | -- | --------------------- | --------------------- | ------- | --------------- | ----------- | ------- |
| 1    | 5  | Thierry Boutsen       | Williams-Renault      | 69      | 2:01:24.073     | 6           | 9       |
| 2    | 6  | Riccardo Patrese      | Williams-Renault      | 69      | + 30.007        | 3           | 6       |
| 3    | 22 | Andrea de Cesaris     | Dallara-Ford          | 69      | + 1:36.649      | 9           | 4       |
| 4    | 11 | Nelson Piquet         | Lotus-Judd            | 69      | + 1:41.484      | 19          | 3       |
| 5    | 25 | René Arnoux           | Ligier-Ford           | 68      | + 1 okrążenie   | 22          | 2       |
| 6    | 21 | Alex Caffi            | Dallara-Ford          | 67      | + 2 okrążenia   | 8           | 1       |
| 7    | 1  | Ayrton Senna          | McLaren-Honda         | 66      | Silnik          | 2           |         |
| 8    | 38 | Christian Danner      | Rial-Ford             | 66      | + 3 okrążenia   | 23          |         |
| NU   | 31 | Roberto Moreno        | Coloni-Ford           | 57      | Różne           | 26          |         |
| NU   | 9  | Derek Warwick         | Arrows-Ford           | 40      | Silnik          | 12          |         |
| NU   | 3  | Jonathan Palmer       | Tyrrell-Ford          | 35      | Wypadł z toru   | 14          |         |
| NU   | 17 | Nicola Larini         | Osella-Ford           | 33      | Elektryka       | 15          |         |
| NU   | 16 | Ivan Capelli          | March-Judd            | 28      | Wypadł z toru   | 21          |         |
| NU   | 30 | Philippe Alliot       | Larrousse-Lamborghini | 26      | Wypadł z toru   | 10          |         |
| DSQ  | 36 | Stefan Johansson      | Onyx-Ford             | 13      | Dyskwalifikacja | 18          |         |
| NU   | 24 | Luis Perez-Sala       | Minardi-Ford          | 11      | Wypadł z toru   | 24          |         |
| NU   | 15 | Maurício Gugelmin     | March-Judd            | 11      | Elektryka       | 17          |         |
| NU   | 28 | Gerhard Berger        | Ferrari               | 6       | Skrz. biegów    | 4           |         |
| NU   | 40 | Gabriele Tarquini     | AGS-Ford              | 6       | Wypadł z toru   | 25          |         |
| NU   | 10 | Eddie Cheever         | Arrows-Ford           | 3       | Wypadł z toru   | 16          |         |
| NU   | 2  | Alain Prost           | McLaren-Honda         | 2       | Zawieszenie     | 1           |         |
| DSQ  | 27 | Nigel Mansell         | Ferrari               | 0       | Dyskwalifikacja | 5           |         |
| NU   | 8  | Stefano Modena        | Brabham-Judd          | 0       | Wypadek         | 7           |         |
| NU   | 23 | Pierluigi Martini     | Minardi-Ford          | 0       | Wypadek         | 11          |         |
| DSQ  | 19 | Alessandro Nannini    | Benetton-Ford         | 0       | Dyskwalifikacja | 13          |         |
| NU   | 4  | Michele Alboreto      | Tyrrell-Ford          | 0       | Elektryka       | 20          |         |
| NZ   | 12 | Satoru Nakajima       | Lotus-Judd            |         |                 |             |         |
| NZ   | 29 | Yannick Dalmas        | Larrousse-Lamborghini |         |                 |             |         |
| NZ   | 20 | Johnny Herbert        | Benetton-Ford         |         |                 |             |         |
| NZ   | 26 | Olivier Grouillard    | Ligier-Ford           |         |                 |             |         |
| NPK  | 7  | Martin Brundle        | Brabham-Judd          |         |                 |             |         |
| NPK  | 37 | Bertrand Gachot       | Onyx-Ford             |         |                 |             |         |
| NPK  | 33 | Gregor Foitek         | Euro Brun-Judd        |         |                 |             |         |
| NPK  | 18 | Piercarlo Ghinzani    | Osella-Ford           |         |                 |             |         |
| NPK  | 34 | Bernd Schneider       | Zakspeed-Yamaha       |         |                 |             |         |
| NPK  | 41 | Joachim Winkelhock    | AGS-Ford              |         |                 |             |         |
| NPK  | 39 | Volker Weidler        | Rial-Ford             |         |                 |             |         |
| NPK  | 35 | Aguri Suzuki          | Zakspeed-Yamaha       |         |                 |             |         |
| NPK  | 32 | Pierre-Henri Raphanel | Coloni-Ford           |         |                 |             |         |